# بادلة كوه (رودبار)
بادلة كوه (بالفارسية: بادله‌کوه) هي مستوطنة تقع في إيران في قسم رودبار الريفي. يقدر عدد سكانها بـ 313 نسمة بحسب إحصاء 2016.